# Tajuria tyro
Tajuria tyro är en fjärilsart som beskrevs av De Nicéville 1895. Tajuria tyro ingår i släktet Tajuria och familjen juvelvingar. Inga underarter finns listade i Catalogue of Life.